# Elvan Abeylegesse
Elvan Abeylegesse (rojstno ime Hewan Abeye, turško Elvan Can), etiopsko-turška atletinja, * 11. september 1982, Adis Abeba, Etiopija.
Nastopila je na poletnih olimpijskih igrah v letih 2004 in 2008, ko je osvojila srebrni medaljo v teku na 5000 m in 10000 m, toda zaradi dopinga so ji medalji odvzeli, kot tudi srebrno medaljo s svetovnih prvenstvih v teku na 10000 m leta 2007. Preostajajo ji naslova prvakinje v teku na 5000 m in 10000 m leta 2010 ter bronasta medalja v teku na 5000 m leta 2006 z evropskih prvenstev. 11. junija 2004 je postavila svetovni rekord v teku na 5000 m s časom 14:24,68, ki je veljal dve leti.